# Marcos Segundo Maturana
Marcos Segundo Maturana Molina (Santiago de Chile, 15 de febrero de 1830-Ibidem, 18 de mayo de 1892). Fue un militar y héroe de guerra chileno.

## Familia y estudios
Fue el hijo mayor del general de la independencia de Chile Marcos Maturana del Campo y de Francisca Molinas Berben; soltero y no se le conoce descendencia.
Hizo sus estudios en el Colegio Núñez de Santiago de Chile y a la edad de 14 años ingreso a la Escuela Militar, el sábado 2 de julio de 1844.

## Carrera militar
En el año 1848, el 18 de septiembre se le otorgó el grado de subteniente de artillería. Defendió el cuartel de artillería de Santiago, bajo las órdenes de su padre, en el llamado Motín de Urriola, ocurrido el 20 de abril de 1851. En este suceso fue herido de gravedad en el pecho. Por su conducta en estos sucesos se le otorgó el ascenso de capitán y posteriormente en 1854 fue ascendido a sargento mayor.
En 1858 calificó servicios por problemas de salud y en 1861 se reincorporó al ejército. En octubre de ese año fue nombrado 1.º ayudante de la Inspección General de Guardias Nacionales y en 1862 ascendió a teniente coronel.
En 1865, el 25 de septiembre asumió como Comandante de Armas de Constitución y posteriormente el 16 de noviembre del mismo año fue gobernador de Constitución y participando en la guerra contra España, defendiendo el litoral de la provincia de Talca.
En 1866, el 28 de febrero asumió como Comandante y organizador del Batallón 11.º de Línea y participando en las campañas de la Araucanía.
En 1867, el 12 de julio fue nombrado por el presidente José Joaquín Pérez, su edecán. Después en 1869 fue edecán del Presidente Federico Errazuriz Zañartu y antes de la Guerra del Pacífico fue edecán del Presidente Aníbal Pinto Garmendia.
En 1868 fue miembro de la Comisión que repatrió los restos del padre de la patria chileno, el General Bernardo O'Higgins.
En 1879, el 15 de mayo, fue nombrado director general de la Maestranza y Parque de Artillería y el 1.º de octubre del mismo año fue nombrado comandante de los fuertes y baterías de Valparaíso. Poco después retomó el mando de la Maestranza de Santiago y le correspondió sofocar el incendio que se produjo en estas instalaciones el 27 de enero de 1880.

## Guerra del Pacífico

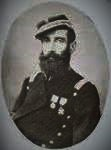
General Marcos Maturana Molina en la Guerra del Pacífico.

Ya comenzada la guerra del Pacífico, en 1880, el 27 de agosto fue ascendido a general de brigada. El 29 de septiembre del mismo año obtuvo el nombramiento de jefe del Estado Mayor General y participando con ese rango en la guerra del Pacífico.
Junto con José Francisco Vergara participó en las batallas de Chorrillos y de Miraflores el 13 y el 15 de enero de 1881.
En 1881, regresó a Chile y volvió nuevamente a la dirección de la Maestranza. El 14 de junio del mismo año fue nombrado nuevamente comandante de los fuertes y baterías de Valparaíso y el 31 de julio organizó el Museo Nacional de Pinturas de Santiago, actualmente conocido como Museo Nacional de Bellas Artes.
En 1883, el 4 de enero ascendió a general de división y en 1889, el 23 de julio se retiró del ejército.

## Legado

Homenaje de "El Taller Ilustrado" en el año 1888 al general Maturana.

El general Maturana durante años se dedicó a adquirir obras de arte como son armas antiguas, piezas arqueológicas incaicas, porcelanas europeas, menajes de la colonia y pinturas de diferentes pintores chilenos y extranjeros. Formó el 31 de julio de 1880, junto con el florentino Juan Mochi, el escultor José Miguel Blanco y el joven pintor Enrique Swinburn, los inicios del Museo Nacional de Pinturas, que se formó con 140 obras de artes. Este Museo se inauguró el 18 de septiembre de 1880, pasando a formar parte integrante de las festividades patrióticas de ese año.
Fue un soldado valiente y de natural destreza. Sirvió en las campañas que participó, como fueron las acciones de 1851 y 1880, que lo hicieron ascender en el escalafón militar rápidamente, permitiéndole ocupar importantes cargos. Quedó para siempre en la memoria chilena como uno de sus héroes de guerra. El arte fue su gran pasión y el consejo de Instrucción Pública instituyó el Premio General Maturana en el año 1882 que duró hasta la gran depresión económica de 1930.